# بوب أوديا
بوب أوديا (بالإنجليزية: Bob O'Dea)‏ هو لاعب اتحاد الرغبي نيوزلندي، ولد في 27 يناير 1930 في غيسبورن ‏ في نيوزيلندا، وتوفي في 16 يوليو 1986 في تاورانجا في نيوزيلندا.